# Zaak-Roman Reigns in het professioneel worstelen

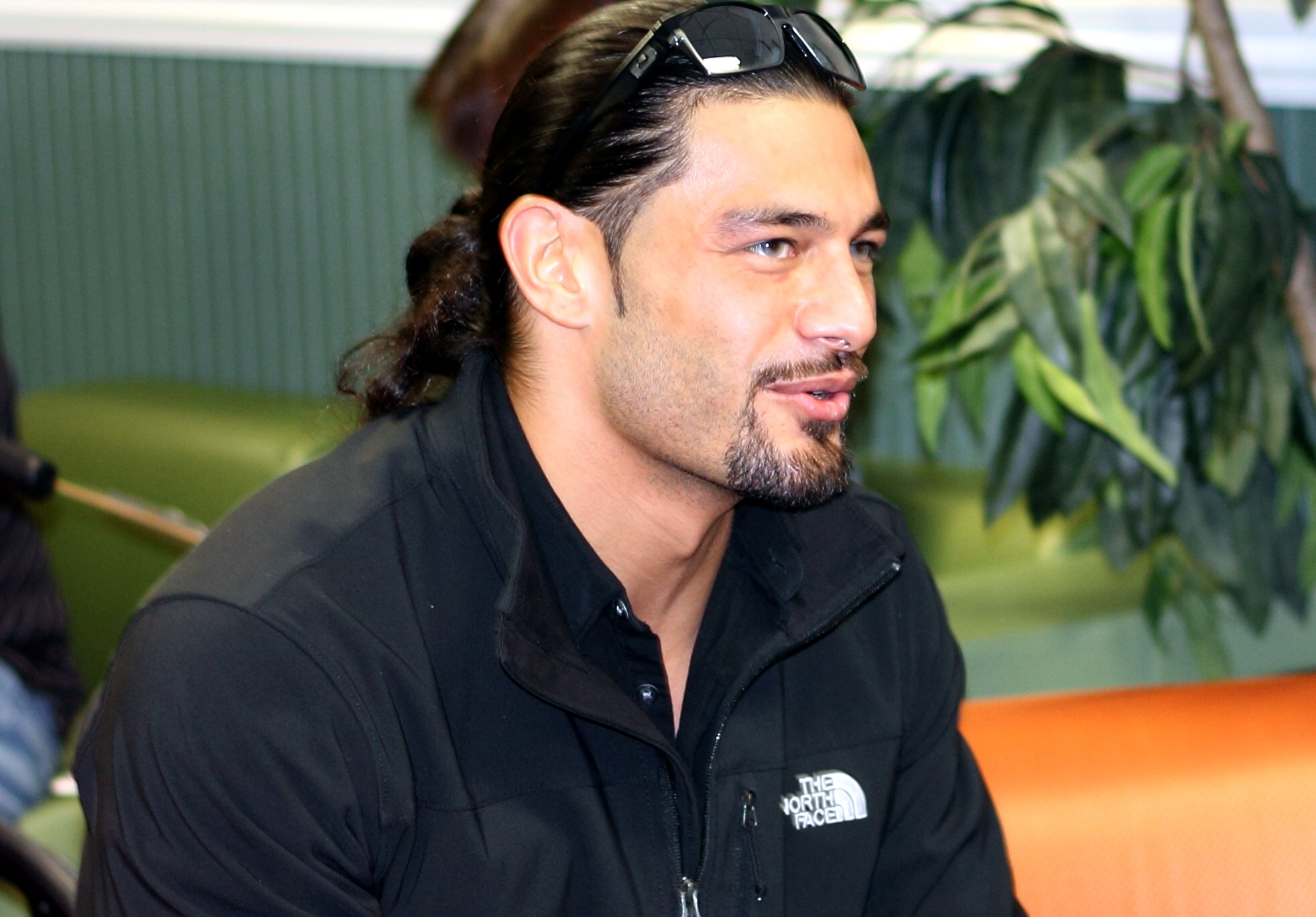
Joe Anoa'i naast zijn rol als "Roman Reigns"

De Amerikaanse professioneel worstelaar Roman Reigns groeide tussen 2014 en 2020 uit tot de meest polariserende figuur binnen het milieu sportentertainment, specifiek binnen de organisatie World Wrestling Entertainment.
De WWE begon het personage "Roman Reigns", gespeeld door Joe Anoa'i, destijds te promoten als de grote ster van de toekomst met steun van eigenaar Vince McMahon. Volgens intimi en fans was vertolker Joe Anoa'i toen niet klaar voor een rol als uithangbord van sportentertainment. Anoa'i zou in zijn rol als "Roman Reigns" een zoutloos karakter spelen en zijn job als worstelaar niet kunnen uitvoeren. Door de aanwezigheid van sociale media werd Anoa'i met ingang van het jaar 2015 verbaal zeer hard aangepakt door fans van professioneel worstelen: erger dan acteur en professioneel worstelaar John Cena in het voorjaar van 2005, waarmee daarom parallellen getrokken werden. Dermate dat dit Anoa'i als persoon beschadigde. Haatreacties zouden ook nooit helemaal verdwijnen.
De affaire-Roman Reigns gaat door als een ijkpunt in de geschiedenis van WWE. Pas nadat men Reigns in 2020 als heel (slechterik) had geboekt, verdween de commotie en keerde voor Anoa'i het tij.

## Directe aanleidingen voor aversie
Vanaf 2015 ontstond heel wat controverse rond en aversie jegens "Roman Reigns", die over het algemeen niet wordt geapprecieerd of zelfs aanvaard door een significante groep fans. De voornaamste redenen hiervoor waren (anno 2018): 1) Reigns werd van bij het begin veel te sterk geboekt voor een babyface, een rol als 'good guy'; 2) Reigns mocht vier keer op rij WrestleMania afsluiten in vier jaar als soloworstelaar; 3) Reigns bevat weinig tot zelfs geen diepgang om — kenmerken die een reguliere face normaal moet bevatten in ogenschouw genomen, zoals het zijn van de underdog — sympathie op te brengen.
Tussen december 2014 en januari 2015 verminderden de positieve reacties. Toen hij de Slammy Award voor Superstar van het Jaar in ontvangst mocht nemen voor zijn prestaties in 2014, reageerden fans een eerste keer furieus op sociale media en koesterden argwaan tegenover WWE als zou er met de stemming geknoeid geweest zijn. Er werd later verklaard en bevestigd dat de stemming volkomen legitiem was verlopen. Nadat de worstelgroep The Shield begin juni 2014 uit elkaar ging — na twee jaar lang sterk te zijn geboekt door de WWE — (waar Anoa'i als Reigns deel van uitmaakte) behield Anoa'i grotendeels zijn ringuitrusting alsook de gedragingen en karaktertrekken, terwijl collega's Seth Rollins (gespeeld door Colby Lopez) en Dean Ambrose (gespeeld door Jonathan Good) een opmerkelijk grotere sprong namen betreffende hun gimmick.
Tussen 2012 en 2014 werd Anoa'i bijzonder populair als lid van The Shield. Vooral in 2014 nam de populariteit verder toe, nadat het trio zich keerde tegen Triple H, non-fictief een bestuurslid en fictief als worstelaar een van de grootste sterren van het bedrijf. Hij speelde na het splitten van The Shield de rol van face, de protagonist of fan-favoriet binnen een verhaal tussen twee (of meerdere) worstelaars. In eerste instantie verliep zijn solocarrière redelijk goed, althans voor hij in beeld kwam voor het WWE Championship (januari 2015). Hij won begin 2015 namelijk de Royal Rumble. Bovendien, eerder tot overmaat van ramp, zorgde de manier waarop voor de meeste haatreacties. Anoa'i werd hier als Reigns aan de overwinning geholpen met speciale hulp van familielid Dwayne Johnson (een verre neef van Anoa'i), die verrassend terugkeerde naar WWE en in de finale van de Rumble zijn opwachting maakte om Reigns' laatste tegenstanders uit te schakelen (het is de bedoeling dat men in een Rumble als laatste overblijft om te winnen; een battle royal). Reigns heeft de inspanning dus niet zelf moeten leveren.
Anno 2017–2018 sprak men reeds over vijf momenten waarop Reigns' populariteit, of het gebrek hieraan, de bodem bereikte. Dit waren: 1) Royal Rumble 2015, Royal Rumble 2016, Royal Rumble 2017 (i.e. drie keer dit evenement in januari op een rij, waarbij de winnaar altijd sterk geboekt wordt en eventueel sommige verliezers, onder wie telkens hijzelf); 2) Fastlane 2015, waar Reigns als geboekte face of fan-favoriet een veel grotere fan-favoriet versloeg, met name Daniel Bryan, waardoor hij als een heel toescheen); 3) WrestleMania 32 (waar hij op extreem voorgekauwde wijze het WWE Championship veroverde van Triple H), 4) WrestleMania 33 (waar hij na slechts drie jaar solocarrière won van The Undertaker, een bijzonder gerespecteerde veteraan en dan nog vooral bij WrestleMania) en; 5) No Mercy 2017 (waar hij John Cena versloeg nadat Cena hem voorafgaand een aantal keer vernederend had toegesproken, zinspelend op de heisa die er toen al was). Vooral de laatste situatie, waarbij Reigns de fakkel overnam van John Cena, liep helemaal verkeerd af en kelderde Reigns' aanzien bij fans naar een absoluut dieptepunt omdat men door de situatie (met Cena als voormalig polariserende jonge ster) een spiegel voorgehouden kreeg.

## Kritiek op worstelstijl en persona
Joe Anoa'i wordt zwaar bekritiseerd binnen de worstelwereld. Volgens collega Mikey Whipwreck alsmede verschillende media heeft Anoa'i als "Roman Reigns" een gelimiteerde en monotone in-ring moveset en komen zijn promo's (toespraken in de ring) geforceerd en stereotiep over — de scenaristen leggen hem woorden in de mond en hij komt daardoor niet spontaan genoeg over — en heeft Anoa'i een balorige houding voor een face ("good guy" of "goede worstelaar").
Er werd Anoa'i verweten dat hij John Cena kopieerde als polariserende figuur in de WWE. Dat laatste verbeterde er niet op toen Reigns in januari 2015 werd uitgefloten nadat hij als heroïsch karakter de Royal Rumble op zijn naam schreef. Hier moet worden begrepen: de winnaar van de Royal Rumble mag het later opnemen tegen een World Champion (WWE Championship) bij het evenement WrestleMania en wordt dus een heel belangrijke worstelaar om in de gaten te houden. Binnen het milieu geldt dus: het is de federatie menens met de worstelaar in kwestie. Echter geldt ook: de worstelaar in kwestie moet klaar voor zijn voor dergelijke rol. Omdat het karakter Roman Reigns wel populair was als lid van de groep The Shield kan hierbij enige ironie worden gedacht, ware het niet dat binnen het milieu van professioneel worstelen (niet enkel in de grote WWE) een solocarrière en een (zogenaamde) tag team-carrière of carrière als lid van een groep, niet gelijkwaardig behandeld worden of bijna los van elkaar worden gezien. Er is in dit milieu sprake van zoiets als: "men moet ooit zichzelf kunnen redden, zonder anderen in de buurt". Met andere woorden: zijn jaren bij The Shield werden automatisch geklasseerd door fans zodra hij solo ging, als in: "het verleden telt niet meer". Er is als het ware, binnen het canon, sprake van een nieuw hoofdstuk. Deze materie werd in het geval van "Roman Reigns" heel opzichtig. Toen Reigns, Rollins en Ambrose als The Shield terug bij elkaar kwamen — met name begin oktober 2017 — werd Reigns plotseling opnieuw immens populair, alsof de impopulaire "soloperiode" 2014–2017 niet plaatsvond. Een leek zou hier hypocrisie kunnen vaststellen uit naam van fans van het milieu, maar de situatie toonde louter aan dat WWE fouten had gemaakt.
Toen Ambrose en Rollins, zijn partners in The Shield, op hetzelfde moment solo gingen werden deze twee meteen opvallend meer gerespecteerd dan Reigns. Ambrose was ook een face, maar Rollins een heel. Hij verried namelijk zijn vrienden. Binnen het milieu moet hier wel worden begrepen: Rollins had het gemakkelijker omdat hij als eerste de stap mocht zetten. Seth Rollins werd meteen aanvaard als geloofwaardige heel omdat hij The Shield had verraden. Men vond dit ook meteen de beste beslissing die de WWE kon nemen, daar fans het potentieel in Rollins — als de technisch goede worstelaar én de goede prater in de ring — meteen zagen en daardoor begrip voor konden opbrengen voor de keuze om Rollins tot slechterik om te vormen. Tezelfdertijd vulde Ambrose veel sneller de rol van face geloofwaardig in.
Er heerste veel verbolgenheid omtrent het feit dat WWE de solocarrière van zijn vertolker Joe Anoa'i, die na The Shield doorging als "de Roman Reigns die men kende van bij The Shield", als een komeet leek te lanceren. Wel maakte men sinds het splitten van The Shield voortdurend een vergelijking met Jonathan Good, die als het karakter Dean Ambrose ook een 'good guy'-rol vertolkte. Vanaf het begin boekte men Reigns echter veel sterker dan Ambrose. Zo nam Ambrose het meteen op tegen Rollins na diens verraad, terwijl Reigns een andere weg insloeg; een onberekend risico zo bleek achteraf aangezien bleek dat hij het met een vermeend kleurloos en oppervlakkig persona moeilijk had om zijn streng te trekken tegen gevestigde waarden of geoliede machines als Randy Orton (tegen wie hij won bij het evenement SummerSlam 2014). Het werd volgens critici al snel duidelijk dat Reigns nog veel werk had om geloofwaardig zijn voet te zetten naast de worstelaars die destijds aan de top stonden. Ambrose werd naderhand als face — en toen Reigns dit ook (nog) was — ook als de completere worstelaar beschouwd. Hij werd zelfs door sommigen als completer gezien dan Rollins. Bovendien beschikte Ambrose, ondanks de status die WWE voor hem als face boekte, toen in tegenstelling tot Reigns doch evenals Rollins reeds over alle geloofsbrieven die hem de beste heel konden maken van het milieu.
Toch boekte men Roman Reigns veel sterker dan tot wat hij in staat leek en in januari 2015 liep dit uit de hand. Veel fans en experts meenden dat het te vroeg gebeurde, want "Anoa'i was niet klaar". Ook vond men dat andere worstelaars harder moesten werken om de top te bereiken en dat Reigns alles in de schoot werd geworpen. Hetzelfde gebeurde in 2005 met John Cena. Cena verloor dat jaar de Royal Rumble 2005 tegen Dave Batista, maar kreeg ondanks dit verlies een titelkans tegen John "Bradshaw" Layfield bij het evenement WrestleMania 21 en won opvallend overtuigend van John "Bradshaw" Layfield (die acht maanden kampioen was geweest als heel). Onvermijdelijk werd een "onverwoestbare factor" als parallel getrokken tussen Reigns en Cena. Reigns kon of mocht niet meer verliezen. In tegenstelling tot Reigns was Cena, die bovendien een fictieve versie van zichzelf speelde, wel klaar voor een rol als vlaggendrager. Vanaf zijn zege in de Royal Rumble 2015 ging het even van kwaad naar erger aangaande het onthaal van het personage van Anoa'i. Anderen waren dan weer van mening dat het evenement Royal Rumble niet het startpunt was van de enorme verdeeldheid, daar het een pijnlijk verlengstuk was van de voorgaande editie van Royal Rumble. Toen protesteerden fans na de zege van Batista, die won ten nadele van publiekslievelingen als CM Punk en Daniel Bryan. Door zijn zege in de Royal Rumble kwam hij in de belangrijkste wedstrijd van WrestleMania 31 terecht, waarin Reigns het zou opnemen tegen toenmalig WWE Champion Brock Lesnar.
Aan het einde van de wedstrijd nam Reigns het evenzeer op tegen Seth Rollins, die tot ieders verbazing het duo vervoegde toen hij zijn Money in the Bank-koffer indiende voor een titelkans. Reigns verloor de wedstrijd van Rollins toen Lesnar geen uitzicht meer had op winst, tot groot jolijt van de meeste fans in het stadion. Hij werd ook niet beschermd want hij nam het verlies en niet Lesnar (die zich buiten de ring bevond). Des te pijnlijker voor Anoa'i (en WWE) was dat Rollins overspoeld werd met gejuich en positieve reacties na zijn overwinning ondanks het feit dat Rollins de 'slechterik' speelde. WWE gaf enkele dagen na WrestleMania 31 te kennen dat de beslissing om Rollins in de main event te plaatsen er doelbewust kwam om verdere negatieve reacties aan het adres van Reigns te vermijden. Bovendien gaat dit moment door als een van de meest iconische sportentertainment-momenten van de laatste twintig jaar.

## Verdeeldheid
Ondanks een hernieuwd protest van de fans in het verdere verloop van 2015, prezen critici Reigns' prestaties bij de evenementen Fastlane 2015 en Extreme Rules 2015. De kritiek bleef echter aanhouden en evolueerde tot een persoonlijke vete tussen Anoa'i en een grote groep fans. Bij de evenementen Money in the Bank 2015 en SummerSlam 2015 werd Reigns minutenlang uitgejouwd, zowel tijdens als na zijn wedstrijden. Begin november 2015 omschreef het Amerikaanse tijdschrift Forbes hem als "een zeer harde werker maar een pechvogel die er maar niet in slaagt het WWE Championship te veroveren" en die evenzeer nooit "terugdeinst voor een hindernis meer of minder om zijn doel te kunnen bereiken".
Bij het evenement Survivor Series 2015 (november 2015) won Anoa'i als Roman Reigns voor de eerste keer in zijn carrière het WWE Championship door Dean Ambrose te verslaan, wat onvermijdelijk voor oproer zorgde bij zijn tegenstanders. Zij zagen in Ambrose een veel waardiger kampioen. De Ierse worstelaar Sheamus, toen een heel, gebruikte echter zijn Money in the Bank-koffer en diende het in om Reigns te verslaan en hem het kampioenschap afhandig te maken. Dit zorgde ervoor dat de reacties eerder verdeeld waren. "Roman Reigns" won een maand later voor de tweede keer het WWE World Heavyweight Championship bij het evenement TLC: Tables, Ladders & Chairs 2015, wat voor het eerst sinds lange tijd beduidend minder ophef veroorzaakte. De beweging die WWE maakte om Sheamus in het verhaal te gooien, resulteerde in een (korte) ommekeer en wierp zijn vruchten af. Fans wisten toen wel niet meer of ze voor hem dienden te juichen dan wel of ze hem dienden uit te fluiten. Het gewenste effect werd opnieuw niet behaald en de verdeeldheid was hier in feite compleet.

## Ruzie met fans
Sindsdien begon WWE met het wegmoffelen van negatieve respons door het gefluit te dempen en dit subtiel te vervangen door gejuich. Zo ging Anoa'i het jaar 2016 in, een jaar waarin hij telkens betrokken was bij de main events van de eerste 7 pay-per-views. In realiteit werd hij uitgefloten in al deze wedstrijden, maar op televisie werd dit keurig bewerkt. De ruzie met fans escaleerde begin januari 2016, toen Reigns aanvankelijk titelhouder was en duidelijk werd dat hij opnieuw WrestleMania zou headlinen (afsluiten in de belangrijkste wedstrijd van de avond). Dat gegeven werd op bijzonder doortrapte wijze aan de buitenwereld verkocht. Triple H (Paul Levesque) offerde zichzelf op wegens blessureleed bij enkele sterren van het bedrijf, met name John Cena, Randy Orton en Seth Rollins. Door die situatie werd het proces om Reigns tot ster van het bedrijf te maken eigenlijk nog versneld. Wat gebeurde was dat Triple H in januari 2016 het WWE World Heavyweight Championship won tégen Reigns in de Royal Rumble 2016 om de titel drie maanden later bij WrestleMania door te geven aan Reigns. Men doorzag dit dan ook onmiddellijk. Resulterend in een toen ongekende haat jegens Reigns en zijn vertolker Anoa'i. Het evenement WrestleMania 32 eindigde met een striemend fluitconcert toen Reigns zijn derde WWE Championship won na een wedstrijd tegen Triple H.
WWE ging van januari 2016 tot april 2016 onverstoord verder met het volgens journalisten en waarnemers "bewegen van hemel en aarde om Reigns the face of the company te maken", terwijl de meeste fans er dan reeds van overtuigd waren dat Dean Ambrose veel meer in zijn mars had om het te maken, gezien zijn gimmick dat veel weg had van het Joker-achtige persona van de in 1997 op amper 35-jarige leeftijd overleden Brian Pillman, zowel voor de camera als achter de schermen. Ervaringsdeskundigen en legendes als Hulk Hogan en Stone Cold Steve Austin — Austin deed dat in mei 2018 — moedigden WWE aan Reigns om te vormen tot heel ("slechterik"), en op dit moment, in februari 2022, is hij dat dan ook. Tips kwamen er opnieuw nadat de WWE in 2018 en 2019 alle aanbevelingen had genegeerd. De door de WWE geplande overwinningen van het karakter Reigns op The Undertaker, Braun Strowman, Brock Lesnar en nog enkele bekende (bijna 'onverslaanbare') worstelaars, vergrootten zijn populariteit toen namelijk niet, maar maakten hem juist minder populair onder de fans. Een nieuw absoluut dieptepunt in de relatie tussen Anoa'i en de fans kwam er bij het evenement WrestleMania 34, waar hij het opnam tegen Brock Lesnar voor het WWE Universal Championship. Die avond speelden fans gedesinteresseerd met strandballen en zongen ze voor, nota bene, een vertrokken worstelaar die wél populair was — met name CM Punk. Men moet er goede notitie van nemen dat dit gebeurde tijdens de main event van het evenement, het grootste evenement van het jaar voor het bedrijf. Reigns verloor wel de wedstrijd, maar winnaar Lesnar kreeg evenzeer geen positieve gezangen.
De aanbevelingen van legendes (maar ook insiders en journalisten) om Reigns (dringend) tot slechterik om te vormen kwamen er nadat in 2016 de grote kritiek er bijvoorbeeld reeds toe leidde dat het karakter "Roman Reigns" een tijd lang in een figuurlijke la werd opgeborgen en niet langer werd gepromoot als een 'topspeler'. Voorjaar 2019 keerde Anoa'i weliswaar terug uit ziekte (zie onder) en moest Anoai' daardoor timmeren aan de weg terug. In termen: het karakter "Roman Reigns" werd, ondanks de plannen die WWE had met Reigns, "gedegradeerd" naar een midcard-status. Reigns droeg medio 2016 onder meer 107 dagen het WWE Intercontinental Championship, een secundaire titel binnen de federatie doch ook een gerespecteerde titel (lees: dit gebeurde om het karakter nog enigszins waardig te houden). Wel vervoegde hij daarbij een kransje worstelaars die binnen WWE een World Championship en Intercontinental Championship in hetzelfde jaar wonnen. Ondertussen bleef Anoa'i steeds strijdvaardig. In februari 2015 "beloofde" hij als Reigns zijn tegenstanders dat "ook al blijven ze hem uitfluiten, hij gaat niet weg", gevolgd door "jullie zullen nog heel lang kwaad op mij zijn". In de loop van 2016 bleef Reigns antwoorden op kritiek, zoals bijvoorbeeld op Twitter vlak voor een wedstrijd bij het evenement Survivor Series 2016 in november 2016. In 2018 werd bij Anoa'i leukemie vastgesteld, de ziekte waar hij als kind ook aan leed. Anoa'i overwon de ziekte een tweede maal. Het non-fictieve leed van Anoa'i zorgde ervoor dat hij als persoon (doch eerder nog steeds niet als zijn karakter Reigns) terug werd gerespecteerd door veel van zijn criticasters.
"Dus, het was een van die dingen waar het was als, 'Man, ik wil dit doen omdat ik weet dat ik een ander niveau van karakterwerk kan aanboren. Ik weet dat ik als artiest zoveel meer lagen kan creëren, als ik het maar kan doen. Maar het moment liet het me gewoon niet toe. Maar het leek allemaal te werken met een perfecte timing"
In augustus 2020 had het karakter Roman Reigns een zogenaamde heel turn, ofwel de producenten kozen doelbewust een moment waarop hij slechterik werd. Bij het evenement Payback 2020, in augustus 2020, won Reigns het WWE Universal Championship, een van de belangrijkste titels van de WWE, tegen "The Fiend" Bray Wyatt. Anno 2022 was hij ruim anderhalf jaar onbetwist kampioen. Anoa'i werd kayfabe begeleid door Paul Heyman, die in het verleden ook Brock Lesnar (Reigns' rivaal tot en met Lesnars vertrek in 2020 en opnieuw sinds Lesnars terugkeer in 2021) begeleidde. In december 2021 eindigde de samenwerking doch begin februari 2022 sloot Heyman zich opnieuw bij hem aan. In 2022 is Reigns' populariteit zeer groot.